# China op de Olympische Winterspelen 2014
China is een van de landen die deelneemt aan de Olympische Winterspelen 2014 in Sotsji, Rusland.

## Medailleoverzicht
| Sport          | Olympiër                                     | Onderdeel   | Medaille |
| -------------- | -------------------------------------------- | ----------- | -------- |
| Schaatsen      | Zhang Hong                                   | 1000 m (v)  | Goud     |
| Shorttrack     | Li Jianrou                                   | 500 m (v)   | Goud     |
| Shorttrack     | Zhou Yang                                    | 1500 m (v)  | Goud     |
| Freestyleskiën | Xu Mengtao                                   | Aerials (v) | Zilver   |
| Shorttrack     | Han Tianyu                                   | 1500 m (m)  | Zilver   |
| Shorttrack     | Fan Kexin                                    | 1000 m (v)  | Zilver   |
| Shorttrack     | Wu Dajing                                    | 500 m (m)   | Zilver   |
| Freestyleskiën | Jia Zongyang                                 | Aerials (m) | Brons    |
| Shorttrack     | Chen Dequan Han Tianyu Shi Jingnan Wu Dajing | Relay (m)   | Brons    |

## Deelnemers en resultaten
Het overzicht van de deelnemers en resultaat per sport volgt.
 (m) = mannen, (v) = vrouwen 

### Alpineskiën
| Olympiër    | Onderdeel        | Resultaat | Prestatie                                       |
| ----------- | ---------------- | --------- | ----------------------------------------------- |
| Zhang Yuxin | Reuzenslalom (m) | DSQ       | 1e run: 1.38,45 (74e) 2e run: gediskwalificeerd |
| Zhang Yuxin | Slalom (m)       | DNF-1     | 1e run: niet gefinisht                          |
|             |                  |           |                                                 |
| Xia Lina    | Reuzenslalom (v) |           |                                                 |
| Xia Lina    | Slalom (v)       |           |                                                 |

### Biatlon
Mannen
| Olympiër | Onderdeel  | Resultaat | Prestatie                         |
| -------- | ---------- | --------- | --------------------------------- |
| Ren Long | Sprint (m) | 83e       | 28.53,2 (+4.19,7) pen.: 4 (0 + 4) |

Vrouwen
| Olympiër      | Onderdeel | Resultaat | Prestatie |
| ------------- | --------- | --------- | --------- |
| Song Chaoqing |           |           |           |
| Song Na       |           |           |           |
| Tang Jialin   |           |           |           |
| Zhang Yan     |           |           |           |
| [[]]          | Estafette |           |           |

### Curling
| Olympiër                                                | Onderdeel | Resultaat | Prestatie |
| ------------------------------------------------------- | --------- | --------- | --------- |
| Ba Dexin Liu Rui Xu Xiaoming Zang Jialiang Zou Dejia    | Mannen    |           |           |
| Jiang Yilun Liu Yin Wang Bingyu Yue Qingshuang Zhou Yan | Vrouwen   |           |           |

### Freestyleskiën
Mannen
| Olympiër      | Onderdeel | Resultaat | Prestatie                                                                                            |
| ------------- | --------- | --------- | --- |
| Jia Zongyang  | Aerials   | Brons     | kwalificatie 1: 1e; 118,59 ptn finale 1: 4e; 110,41 ptn finale 2: 1e; 117,70 ptn finale 3: 95,06 ptn |
| Liu Zhongqing | Aerials   | 21e       | kwalificatie 1: 18e; 80,09 ptn kwalificatie 2: 15e; 77,83 ptn                                        |
| Qi Guangpu    | Aerials   | 4e        | kwalificatie 1: 4e; 113,57 ptn finale 1: 1e; 121,24 ptn finale 2: 2e; 116,74 ptn finale 3: 90,00 ptn |
| Wu Chao       | Aerials   | 11e       | kwalificatie 1: 5e; 110,62 ptn finale 1: 82,30 ptn                                                   |

Vrouwen
| Olympiër     | Onderdeel | Resultaat | Prestatie                                                                            |
| ------------ | --------- | --------- | ------------------------------------------------------------------------------------ |
| Cheng Shuang | Aerials   |           |                                                                                      |
| Li Nina      | Aerials   |           |                                                                                      |
| Xu Mengtao   | Aerials   |           |                                                                                      |
| Zhang Xin    | Aerials   |           |                                                                                      |
| Ning Qin     | Moguls    | 18e       | kwalificatie 1: 21e; 16,83 ptn kwalificatie 2: 9e; 17,75 ptn finale run 1: 17,26 ptn |

### Kunstrijden
| Olympiër                                                             | Onderdeel | Resultaat | Prestatie |
| -------------------------------------------------------------------- | --------- | --------- | --- |
| Yan Han                                                              | Mannen    | 7e        | 246.20 (korte kür: 85.66, vrije kür: 160.54) |
| Li Zijun                                                             | Vrouwen   | 14e       | 168.30 (korte kür: 57.55, vrije kür: 110.75) |
| Zhang Kexin                                                          | Vrouwen   | 15e       | 154.21 (korte kür: 55.80, vrije kür: 98.41) |
| Zhang Hao Peng Cheng                                                 | Paren     | 8e        | 195.72 (korte kür: 70.59, vrije kür: 125.13) |
| Pang Qing Tong Jian                                                  | Paren     | 4e        | 209.88 (korte kür: 73.30, vrije kür: 136.58) |
| Huang Xintong Zheng Xun                                              | IJsdansen | 23e       | 48.96 (korte kür: 48.96, vrije kür niet bereikt) |
| Yan Han Zhang Kexin Peng Cheng / Zhang Hao Huang Xintong / Zheng Xun | Team      | 7e        | 20 punten mannen - korte kur: 7 ptn. (85.52), vrije kur niet bereikt vrouwen - korte kur: 4 ptn. (54.58), vrije kur niet bereikt paren - korte kur: 8 ptn. (71.01), vrije kur niet bereikt ijsdansen - korte kur: 1 pt. (47.88), vrije kur niet bereikt |

### Langlaufen
Mannen
| Olympiër    | Onderdeel  | Resultaat | Prestatie |
| ----------- | ---------- | --------- | --------- |
| Sun Qinghai |            |           |           |
| Xu Wenlong  |            |           |           |
| [[]]        | Teamsprint |           |           |

Vrouwen
| Olympiër   | Onderdeel          | Resultaat | Prestatie         |
| ---------- | ------------------ | --------- | ----------------- |
| Man Dandan |                    |           |                   |
| Li Hongxue | 15 km skiatlon (v) | 50e       | 43.17,7 (+4.44,1) |
| [[]]       | Teamsprint         |           |                   |

### Schaatsen
Mannen
| Olympiër      | Onderdeel | Resultaat | Prestatie             |
| ------------- | --------- | --------- | --------------------- |
| Bai Qiuming   | 500 m     | 35e       | 71,45 (35,73 + 35,71) |
| Mu Zhongsheng | 500 m     | 30e       | 71,25 (35,59 + 35,65) |
| Tian Guojun   | 1000 m    | 34e       | 1.11,17 (+2,78)       |

Vrouwen
| Olympiër     | Onderdeel | Resultaat | Prestatie             |
| ------------ | --------- | --------- | --------------------- |
| Li Dan       | 1000 m    | 34e       | 1.20,20               |
| Li Qishi     | 1500 m    |           |                       |
| Qi Shuai     | 500 m     | 23e       | 77,89 (38,89 + 38,99) |
| Wang Beixing | 500 m     | 7e        | 75,68 (37,82 + 37,86) |
| Wang Beixing | 1000 m    | 14        | 1.16,59               |
| Yu Jing      |           |           |                       |
| Zhang Hong   | 500 m     | 3e        | 75,58 (37,58 + 37,99) |
| Zhang Hong   | 1000 m    | Goud      | 1.14,02               |
| Zhang Shuang | 500 m     | 31e       | 78,65 (39,40 + 39,25) |
| Zhao Xin     | 1500 m    |           |                       |

### Shorttrack
Mannen
| Olympiër                                     | Onderdeel        | Resultaat | Prestatie                          |
| -------------------------------------------- | ---------------- | --------- | ---------------------------------- |
| Chen Dequan                                  |                  |           |                                    |
| Han Tianyu                                   |                  |           |                                    |
| Liang Wenhao                                 |                  |           |                                    |
| Wu Dajing                                    |                  |           |                                    |
| Yu Jiyang                                    |                  |           |                                    |
| Chen Deguan Han Tianyu Shi Jingnan Wu Dajing | 5000 m relay (m) | Brons     | HF: 6.44,521 (2e) F: 6:48.341 (3e) |

Vrouwen
| Olympiër                                   | Onderdeel | Resultaat | Prestatie |
| ------------------------------------------ | --------- | --------- | --------- |
| Fan Kexin                                  |           |           |           |
| Kong Xue                                   |           |           |           |
| Li Jianrou                                 |           |           |           |
| Liu Qiuhong                                |           |           |           |
| Zhou Yang                                  |           |           |           |
| Fan Kexin Li Jianrou Liu Qiuhong Zhou Yang | Relay     |           |           |

### Snowboarden
Mannen
| Olympiër     | Onderdeel | Resultaat | Prestatie                      |
| ------------ | --------- | --------- | ------------------------------ |
| Shi Wancheng | Halfpipe  | 7e        | finale: 81,00 (81,00 en 25,00) |
| Zhang Yiwei  | Halfpipe  | 6e        | finale: 87,25 (87,25 en 58,50) |

Vrouwen
| Olympiër                  | Onderdeel | Resultaat | Prestatie                                |
| ------------------------- | --------- | --------- | ---------------------------------------- |
| Cai Xuetong               | Halfpipe  | 6e        | finale: 84,25 (84,25 en 25,00)           |
| Li Shuang (snowboardster) | Halfpipe  | 8e        | finale: 73,25 (73,25 en 23,75)           |
| Liu Jiayu                 | Halfpipe  | 9e        | finale: 68,25 (15,75 en 68,25)           |
| Sun Zhifeng               | Halfpipe  | 15e       | halve finale: 9e; 35,75 (35,75 en 35,75) |